# Osra Thiene
L'Osra Thiene è stata una società italiana di pallacanestro femminile con sede a Thiene.
Ha disputato una stagione in Serie A1.

## Storia
Nel 1996-1997, nell'unica stagione in A1, schiera la miglior straniera della stagione, Sharon Manning, ed è guidata dal miglior allenatore, Claudio Agresti.
L'11 settembre 1997 ha vinto il titolo 3x3 della Women Summer League, torneo organizzato dalla Lega Basket Femminile.

## Cronistoria
| Cronistoria dell'Osra Thiene |
| --- |
| - 1993-1994 · 7ª nel Girone A di Serie A2. - 1994-1995 · - 1995-1996 · 3ª nel Girone A di Serie A2 d'Eccellenza, 4ª nella Poule Promozione, ammessa in Serie A1. - 1996-1997 · 8ª in Serie A1, quarti di finale play-off, ammessa in Serie A2. - 1997-1998 · 2ª nel Girone A di Serie A2, ammessa nella nuova Serie A2. - 1998-1999 · 4ª nel Girone A di Serie A2. |